# 清水知久
清水 知久（しみず ともひさ、1933年9月22日 - 2010年2月）は、日本のアメリカ史研究者。日本女子大学名誉教授。
アメリカ先住民、ベトナム反戦、米軍解体運動などを行ってきた。

## 経歴
東京出身。東京大学教養学部アメリカ分科卒。1963年日本女子大学講師、助教授。1979年教授。1993年退任。

## 著書
- 『アメリカ帝国』（亜紀書房、亜紀・現代史叢書） 1968
- 『アメリカ・インディアン 「発見」からレッド・パワーまで』（中公新書） 1971
- 『近代のアメリカ大陸』（講談社、ビジュアル版 世界の歴史15） 1984.9
- 『ベトナム戦争の時代 戦車の闇・花の光』（有斐閣新書） 1985.8
- 『米国先住民の歴史 インディアンと呼ばれた人びとの苦難・抵抗・希望』（明石書店） 1986.2
- 『1960年代ことばが語る時代の気分』（有斐閣） 1987.10
- 『アメリカの大衆文化 ポップの蜜と毒』（明石書店） 1992.2

### 共編著
- 『米国軍隊は解体する』（古山洋三, 和田春樹共編著、三一新書） 1970
- 『アメリカ史研究入門』（高橋章, 富田虎男共著、山川出版社） 1974
- 『金大中氏たちと共に 三世代市民運動の記録』（和田春樹共編、新教出版社） 1983.12

## 翻訳
- 『競争的共存』（C・L・サルズバーガー、鏡浦書房） 1958
- 『大恐慌 1929年の記録』（D・A・シャノン編、玉野井芳郎共訳、中公新書） 1963
- 『人間の勝利を求めて 外交政策における虚構と現実』（エリッヒ・フロム、斎藤眞共訳、岩波書店） 1963
- 『西部開拓 1829 - 1849年』（マーガレット・L・コイト、ライフ編集部編、時事通信社、合衆国の歴史 4） 1965
- 『海外への進出 1890年 - 1901年』（バーナード・A・ワイズバーガー、ライフ編集部編、時事通信社、合衆国の歴史8） 1966
- 『この大地、わが大地 アメリカ・インディアン抵抗史』（ジョン・コスター、三一書房） 1977.2
- 『改革の時代 農民神話からニューディールへ』（R・ホーフスタッター、共訳、みすず書房） 1988.8
- 『労働力の国際的移動 奴隷化に抵抗する移民労働者』（ロビン・コーエン、明石書店） 1989.8
- 『朝鮮戦争 内戦と干渉』（J・ハリデイ, B・カミングス、岩波書店） 1990.2
- 『先住民族 - 地球環境の危機を語る』（インター・プレス・サービス編、明石書店、世界人権問題叢書） 1993.9